# Naama (demon)
Naama ili Na'amah (heb. נעמה‎) je ženski demon (sukub) iz židovske mitologije. Općenito je povezana s Lilit i zajedno s njom bila je družica arkanđela Samaela.